# خانه افچنگی
خانه افچنگی مربوط به اواخر دوره قاجار -اوایل دوره پهلوی است و در سبزوار، خیابان مدرس، کوچه حسینیه قنادها واقع شده و این اثر در تاریخ ۱۰ خرداد ۱۳۸۲ با شمارهٔ ثبت ۸۷۲۸ به‌عنوان یکی از آثار ملی ایران به ثبت رسیده است.